# Юль, Генри
Сэр Генри Юль (англ. Sir Henry Youle; 1 мая 1820, Инвереск, Восточный Лотиан, Шотландия — 30 декабря 1889, Лондон) — шотландский востоковед, географ, писатель. Почëтный доктор наук Эдинбургского университета (1884).

## Биография
Сын майора, переводчика с арабского языка. Получил образование в Эдинбурге. Продолжил учёбу в университетском колледже Лондона, поступил в британскую военную семинарию в Лондоне, затем перевëлся в королевскую военно-инженерную школу. В 1840 году был направлен на службу в инженерно-саперное подразделение в Бенгалию.
Участник первой (1845—1846) и второй англо-сикхских войн (1848—1849).
В 1848 вернулся на родину из-за плохого состояния здоровья. Поселился в Эдинбурге и в течение трех лет читал лекции в Шотландской военной академии.
В 1852 году Г. Юль вернулся в Бенгалию. Принимал участие в посольстве в Бирму. Работал в Аракане и Бирме, руководил там новопостроенной сетью железных дорог.
В 1862 году вышел на пенсию и полностью посвятил себя изучению средневековой истории и географии Центральной Азии. В связи с болезнью жены, они обосновались в Палермо на Сицилии. После смерти жены в 1875 году, Юль вернулся в Англию, где был назначен членом Совета по делам Индии.
Г. Юль был членом и некоторое время президентом Общества по изучению исторических источников, путешествий и других географических материалов.
О своих путешествиях Юль написал ряд книг, среди них:
- «A narrative of the mission to the Court of Ava in 1855» (Лондон, 1858);
- «Cathay and the way thither, being a collection of mediaeval notices of China» (Лондон, 1866);
- «The book of Sir Marco Polo», английский перевод сочинения Марко Поло, снабженный ценными комментариями (ib., 1871; 2-е изд., 1875);
- «Hobson-Jobson: being a glossary of Anglo-Indian colloquial words and phrases» словарь англо-индийских выражений, обработанный совместно с Артуром Бернеллем — (ib., 1886).

Отредактировал «Mirabilia Descripta» (1863). перевод с латинского книги путешествий доминиканского монаха Иордануса Каталани (1290—1336) и Дневник администратора британской Ост-Индской компании Уильяма Хеджеса (1887-89). Им написано предисловие к книге Николая Пржевальского «Монголия и страна тангутов» (1876).
Он автор многих биографических статей для Royal Engineers' Journal и целого ряда географических статей в Британской энциклопедии, в том числе «История и география верховьев Амударьи».
В 1887—1889 годах Г. Юль был вице-президентом Королевского географического общества. Ему предлагали занять пост президента общества, но в знак протеста против насильственных методов, используемых Британией в Африке, он от него отказался.
Награждён золотой медалью Королевского географического общества в 1872 году.